# Джеймс Горнер
Дже́ймс Рой Го́рнер (англ. James Roy Horner; 14 серпня 1953, Лос-Анджелес — 22 червня 2015, Каліфорнія) — американський композитор, диригент, автор музики до кінофільмів.
Джеймс Горнер написав музику до більше ніж ста картин, зокрема до пари найкасовіших фільмів у кінематографі режисури Джеймса Кемерона — «Титанік» (1997) і «Аватар» (2009). Двічі вигравав і 10 разів номінувався на премію «Оскар» за найкращу музику до фільму. Також отримав кілька нагород «Золотий Глобус» і премій «Ґреммі».
Неодноразово співпрацював із відомими режисерами (Джеймсом Кемероном, Роном Говардом та іншими) та співаками (Селін Діон, Лінда Ронстадт, Леона Льюїс, Майкл Джексон), а також із Лондонським філармонічним оркестром.

## Біографія
Народився в Лос-Анджелесі 14 серпня 1953 року в єврейській родині. Батько Геррі Горнер, був художником-постановником голлівудських фільмів, двічі ставав лауреатом премії «Оскар».
Майбутній композитор закінчив Королівський коледж музики (Лондон), отримав ступінь бакалавра в Університеті Південної Каліфорнії, згодом ступінь магістра в Університеті Каліфорнії у Лос-Анджелесі і викладав музику в цьому університеті. Пізніше здобуває ступінь доктора філософії зі спеціальності «Теорія музики й композиція».
Написання творів до фільмів розпочав наприкінці 1970-х років для Американського інституту кіномистецтва. Визнання здобув за саундтрек до фільму «Зоряний шлях 2: Гнів Хана» (1982). Після цього продюсери почали його запрошувати до створення високобюджетних блокбастерів. Міжнародна слава прийшла до композитора після виходу на екрани «Титаніка», за який він отримав два «Оскара».
Джеймс Горнер загинув 22 червня 2015 року у Каліфорнії в авіакатастрофі приблизно за 96 км на північ від Санта-Барбари під час керування власним легким літаком.

## Фільмографія
| Рік  | Українська назва                   | Оригінальна назва                   | Режисер                    |
| ---- | ---------------------------------- | ----------------------------------- | -------------------------- |
| 1979 | Дама в червоному                   | The Lady in Red                     | Льюїс Тіг                  |
| 1980 | Битва за межами зірок              | Battle Beyond the Stars             | Джиммі Т. Муракамі         |
| 1981 | Рука                               | The Hand                            | Олівер Стоун               |
| 1981 | Вовки                              | Wolfen                              | Майкл Водлі                |
| 1981 | Смертельне благословення           | Deadly Blessing                     | Вес Крейвен                |
| 1981 | Погоня за Д. Б. Купером            | The Pursuit of D. B. Cooper         | Роджер Споттісвуд          |
| 1982 | Зоряний шлях 2: Гнів Хана          | Star Trek II: The Wrath of Khan     | Ніколас Мейер              |
| 1982 | 48 годин                           | 48 Hrs.                             | Волтер Гілл                |
| 1983 | Щось страшне наближається          | Something Wicked This Way Comes     | Джек Клейтон               |
| 1983 | Крулл                              | Krull                               | Пітер Єтс                  |
| 1983 | Мозковий штурм                     | Brainstorm                          | Дуглас Трамбулл            |
| 1983 | Заповіт                            | Testament                           | Лінн Літман                |
| 1983 | Костюмер                           | The Dresser                         | Пітер Єтс                  |
| 1983 | Парк Горького                      | Gorky Park                          | Майкл Ептед                |
| 1983 | Рідкісна відвага                   | Uncommon Valor                      | Тед Котчефф                |
| 1984 | Кам’яний хлопчик                   | The Stone Boy                       | Крістофер Кейн             |
| 1984 | Зоряний шлях 3: У пошуках Спока    | Star Trek III: The Search for Spock | Леонард Німой              |
| 1985 |                                    | Heaven Help Us                      | Майкл Діннер               |
| 1985 | Кокон                              | Cocoon                              | Рон Говард                 |
| 1985 | Добровольці                        | Nicholas Meyer                      | Ніколас Мейер              |
| 1985 | Командо                            | Commando                            | Марк Л. Лестер             |
| 1986 | Не у своїй тарілці                 | Off Beat                            | Майкл Діннер               |
| 1986 | Чужі                               | Aliens                              | Джеймс Кемерон             |
| 1986 | Ім'я троянди                       | The Name of the Rose                | Жан-Жак Анно               |
| 1986 | Американський хвіст                | An American Tail                    | Дон Блат                   |
| 1987 |                                    | P.K. and the Kid                    | Лу Ломбардо                |
| 1987 | Проект X                           | Project X                           | Джонатан Каплан            |
| 1987 | Батарейки не додаються             | Batteries not included              | Метью Роббінс              |
| 1988 | Віллоу                             | Willow                              | Рон Говард                 |
| 1988 | Червона спека                      | Red Heat                            | Волтер Гілл                |
| 1988 | Земля первісних часів              | The Land Before Time                | Дон Блат                   |
| 1988 | Кокон: Повернення                  | Cocoon: The Return                  | Деніел Пітрі               |
| 1989 | Поле чудес                         | Field of Dreams                     | Філ Олден Робінсон         |
| 1989 | Люба, я зменшив дітей              | Honey, I Shrunk the Kids            | Джо Джонстон               |
| 1989 | Країна                             | In Country                          | Норман Джуісон             |
| 1989 | Батько                             | Dad                                 | Гері Девід Голдберг        |
| 1989 | Слава                              | Glory                               | Едвард Цвік                |
| 1990 | Інші 48 годин                      | Another 48 Hrs.                     | Волтер Гілл                |
| 1990 | Я люблю тебе до смерті             | I Love You to Death                 | Лоуренс Кездан             |
| 1991 | Ще коло                            | Once Around                         | Лассе Гальстрем            |
| 1991 | Колективна вимога                  | Class Action                        | Майкл Ептед                |
| 1991 | Ракетник                           | The Rocketeer                       | Джо Джонстон               |
| 1991 | Американський хвіст 2              | An American Tail: Fievel Goes West  | Саймон Веллс               |
| 1992 | Громове серце                      | Thunderheart                        | Майкл Ептед                |
| 1992 | Проникнення                        | Sneakers                            | Філ Олден Робінсон         |
| 1992 | Незаконне вторгнення               | Unlawful Entry                      | Джонатан Каплан            |
| 1992 | Ігри патріотів                     | Patriot Games                       | Філліп Нойс                |
| 1993 | Свінгери                           | Swing Kids                          | Томас Картер               |
| 1993 | У полоні пісків                    | A Far Off Place                     | Майкл Саломон              |
| 1993 | Джек на прізвисько «Ведмідь»       | Jack the Bear                       | Маршалл Герсковіц          |
| 1993 | Якось у лісі                       | Once Upon a Forest                  | Чарльз Гросвенор           |
| 1993 | Картковий будинок                  | House of Cards                      | Майкл Лессак               |
| 1993 | Фокус-покус                        | Hocus Pocus                         | Кенні Ортеґа               |
| 1993 | У пошуках Боббі Фішера             | Searching For Bobby Fisher          | Стівен Заіллян             |
| 1993 | Людина без обличчя                 | The Man Without A Face              | Мел Гібсон                 |
| 1993 | Ми повернулися! Історія динозаврів | We're Back! A Dinosaur's Story      | Філ Ніббелінк Саймон Уеллс |
| 1994 | Пряма та очевидна загроза          | Clear and Present Danger            | Філліп Нойс                |
| 1994 | Володар сторінок                   | The Pagemaster                      | Джо Джонстон               |
| 1994 | Легенди осені                      | Legends of the Fall                 | Едвард Цвік                |
| 1995 | Хоробре серце                      | Braveheart                          | Мел Гібсон                 |
| 1995 | Каспер                             | Casper                              | Бред Сілберлінг            |
| 1995 | Аполлон-13                         | Apollo 13                           | Рон Говард                 |
| 1995 | Нефрит                             | Jade                                | Вільям Фрідкін             |
| 1995 | Джуманджі                          | Jumanji                             | Джо Джонстон               |
| 1995 | Балто                              | Balto                               | Саймон Веллс               |
| 1996 | Мужність під вогнем                | Courage Under Fire                  | Едвард Цвік                |
| 1996 | Джилліан на день народження        | To Gillian on Her 37th Birthday     | Майкл Прессман             |
| 1996 | Викуп                              | Ransom                              | Рон Говард                 |
| 1997 | Власність диявола                  | The Devil's Own                     | Алан Пакула                |
| 1997 | Титанік                            | Titanic                             | Джеймс Кемерон             |
| 1998 | Зіткнення з безоднею               | Deep Impact                         | Мімі Ледер                 |
| 1998 | Маска Зорро                        | The Mask of Zorro                   | Мартін Кемпбелл            |
| 1998 | Могутній Джо Янг                   | Mighty Joe Young                    | Рон Андервуд               |
| 1999 | Двохсотлітня людина                | Bicentennial Man                    | Кріс Коламбус              |
| 2000 | Ідеальний шторм                    | The Perfect Storm                   | Вольфганг Петерсен         |
| 2000 | Як Ґрінч украв Різдво              | How the Grinch Stole Christmas      | Рон Говард                 |
| 2001 | Ворог коло брами                   | Enemy at the Gates                  | Жан-Жак Анно               |
| 2001 | Айріс                              | Iris                                | Річард Айр                 |
| 2001 | Ігри розуму                        | A Beautiful Mind                    | Рон Говард                 |
| 2002 | Ті, що говорять із вітром          | Windtalkers                         | Джон Ву                    |
| 2002 | Чотири пера                        | The Four Feathers                   | Шекхар Капур               |
| 2003 | За межею                           | Beyond Borders                      | Мартін Кемпбелл            |
| 2003 | Радіо                              | Radio                               | Майкл Толлін               |
| 2003 | Останній рейд                      | The Missing                         | Рон Говард                 |
| 2003 | Будинок з піску і туману           | House of Sand and Fog               | Вадим Перельман            |
| 2004 | Боббі Джонс: Геніальний удар       | Bobby Jones: Stroke of Genius       | Роуді Геррінгтон           |
| 2004 | Троя                               | Troy                                | Вольфганг Петерсен         |
| 2004 | Забуте                             | The Forgotten                       | Джозеф Рубен               |
| 2005 | Чамскраббер                        | The Chumscrubber                    | Арі Позін                  |
| 2005 | Ілюзія польоту                     | Flightplan                          | Роберт Швенке              |
| 2005 | Легенда Зорро                      | The Legend of Zorro                 | Мартін Кемпбелл            |
| 2005 | Новий Світ                         | The New World                       | Терренс Малік              |
| 2006 | Все королівське військо            | All the King's Men                  | Стівен Заіллян             |
| 2006 | Апокаліпто                         | Apocalypto                          | Мел Гібсон                 |
| 2007 | Все життя перед її очима           | The Life Before Her Eyes            | Вадим Перельман            |
| 2008 | Спайдервік: Хроніки                | The Spiderwick Chronicles           | Марк Вотерс                |
| 2008 | Хлопчик у смугастій піжамі         | The Boy in the Striped Pyjamas      | Марк Герман                |
| 2009 | Аватар                             | Avatar                              | Джеймс Кемерон             |
| 2010 | Карате кід                         | The Karate Kid                      | Гарольд Цварт              |
| 2011 | Чорне золото                       | Or noir                             | Жан-Жак Анно               |
| 2012 | Крістіада                          | Cristiada                           | Дін Райт                   |
| 2012 | Нова Людина-павук                  | The Amazing Spider-Man              | Марк Вебб                  |
| 2015 | Тотем вовка                        | 狼图腾                              | Жан-Жак Анно               |
| 2015 | Шульга                             | Southpaw                            | Антуан Фукуа               |
| 2015 | 33                                 | The 33                              | Патриція Рігген            |
| 2016 | Чудова сімка                       | The Magnificent Seven               | Антуан Фукуа               |

## Нагороди та номінації
| Нагорода                      | Рік  | Проект                                                                                               | Категорія                     | Результат |
| ----------------------------- | ---- | --- | ----------------------------- | --------- |
| Оскар                         | 1986 | Чужі                                                                                                 | За найкращу музику до фільму  | Номінація |
| Оскар                         | 1986 | «Somewhere out there» (з мультфільму Американський хвіст; співпраця з Баррі Манном та Синтією Вайль) | За найкращу пісню до фільму   | Номінація |
| Оскар                         | 1989 | Поле чудес                                                                                           | За найкращу музику до фільму  | Номінація |
| Оскар                         | 1995 | Аполлон-13                                                                                           | За найкращу музику до фільму  | Номінація |
| Оскар                         | 1995 | Хоробре серце                                                                                        | За найкращу музику до фільму  | Номінація |
| Оскар                         | 1997 | Титанік                                                                                              | За найкращу музику до фільму  | Перемога  |
| Оскар                         | 1997 | «My Heart Will Go On» (зі стрічки Титанік; слова Вілла Дженінгса)                                    | За найкращу пісню до фільму   | Перемога  |
| Оскар                         | 2001 | Ігри розуму                                                                                          | За найкращу музику до фільму  | Номінація |
| Оскар                         | 2003 | Будинок з піску і туману                                                                             | За найкращу музику до фільму  | Номінація |
| Оскар                         | 2009 | Аватар                                                                                               | За найкращу музику до фільму  | Номінація |
| Премія БАФТА у кіно           | 1995 | Хоробре серце                                                                                        | За найкращу музику до фільму  | Номінація |
| Премія БАФТА у кіно           | 1997 | Титанік                                                                                              | За найкращу музику до фільму  | Номінація |
| Премія БАФТА у кіно           | 2009 | Аватар                                                                                               | За найкращу музику до фільму  | Номінація |
| Асоціація кінокритиків Чикаго | 1997 | Титанік                                                                                              | Найкраща музика до кінофільму | Перемога  |
| Асоціація кінокритиків Чикаго | 2001 | Ігри розуму                                                                                          | Найкраща музика до кінофільму | Номінація |
| Асоціація кінокритиків Чикаго | 2009 | Аватар                                                                                               | Найкраща музика до кінофільму | Номінація |